# Sybra ponapensis
Sybra ponapensis är en skalbaggsart som beskrevs av Blair 1942. Sybra ponapensis ingår i släktet Sybra och familjen långhorningar. Inga underarter finns listade i Catalogue of Life.